# Eduardo Risso (remador)
Eduardo G. Risso Salaverría (Montevidéu, 25 de fevereiro de 1925) é um remador uruguaio, medalhista olímpico.
Eduardo Risso competiu nos Jogos Olímpicos de 1948, na qual conquistou a medalha de prata no skiff simples.